# 広畑史朗
広畑 史朗（ひろはた しろう、1952年（昭和27年）- ）は、広島県出身の警察官。栃木県警察本部長、福岡県警察本部長などを務めた。

## 経歴
1952年（昭和27年）広島県生まれ。修道高等学校を経て、1976年（昭和51年）京都大学法学部卒業。同年警察庁採用。1995年（平成7年）警視庁刑事部参事官として地下鉄サリン事件を担当する。1999年（平成11年）から2001年（平成13年）まで栃木県警察本部長、2003年（平成15年）から2005年（平成17年）まで福岡県警察本部長、2006年（平成18年）から近畿管区警察局長を務めた。2007年（平成19年）に警察庁を退職し、日本道路交通情報センター理事に就任。

## 著書
- 「警察幹部のリーダーシップ」（立花書房、2011年）
- 「警察の視点社会の視点」（啓正社、2004年）